# Hino Patriótico
O Hino Patriótico (na grafia arcaica Hymno Patriotico; forma completa Hymno Patriotico da Nação Portugueza) é considerado o primeiro hino oficial de Portugal. 
Composto em 1808 por Marcos Portugal e dedicado ao príncipe regente D. João VI foi inspirado na parte final da cantata La Speranza o sia l'Augurio Felice do mesmo autor. A data da sua oficialização enquanto hino nacional é incerta, sendo apontado o primeiro quartel do século XIX. Foi posteriormente substituído na sua função pelo Hino da Carta composto pelo rei D. Pedro IV (que foi também imperador do Brasil como D. Pedro I).
A letra sofreu várias modificações, sendo originalmente destinada ao príncipe regente começava com a frase "Oh Príncipe Excelso…". A primeira estrofe do hino já após a subida de D. João VI ao trono é a seguinte:
Eis, oh Rei Excelso 
Os votos sagrados 
Q'os Lusos honrados 
Vêm livres, vêm livres fazer
Vêm livres fazer

Por vós, pela Pátria
O sangue daremos
Por glória só temos
Vencer ou morrer
Vencer ou morrer
Ou morrer
Ou morrer